# Scott Ollerenshaw
Scott Ollerenshaw (né le 9 février 1968 à Sydney en Australie) est un joueur de football international australien, qui évoluait au poste d'attaquant.

## Biographie

### Carrière en sélection
Avec l'équipe d'Australie, il dispute 14 matchs (pour 2 buts inscrits) entre 1987 et 1989. Il figure notamment dans le groupe des sélectionnés lors des JO de 1988.